# Astragalus subternatus
Astragalus subternatus är en ärtväxtart som beskrevs av Nikolai Vasilievich Pavlov. Astragalus subternatus ingår i släktet vedlar, och familjen ärtväxter. Inga underarter finns listade i Catalogue of Life.